# Itsuki Yamada
Itsuki Yamada (山田 樹 Yamada Itsuki?, nacido el 5 de octubre de 1990 en Kioto) es un futbolista japonés que se desempeña como centrocampista.

## Trayectoria

### Clubes
| Club                     | País      | Año         |
| ------------------------ | --------- | ----------- |
| Albirex Niigata Singapur | Singapur  | 2013 - 2015 |
| Lao Toyota FC            | Laos      | 2016        |
| MOF Customs United FC    | Tailandia | 2017        |
| Blaublitz Akita          | Japón     | 2017 -      |

## Estadística de carrera

### J. League
| Club            | Año   | J. League | J. League | Copa J. League | Copa J. League | Total | Total |
| Club            | Año   | Part.     | Goles     | Part.          | Goles          | Part. | Goles |
| --------------- | ----- | --------- | --------- | -------------- | -------------- | ----- | ----- |
| Blaublitz Akita | 2017  | 20        | 4         | -              | -              | 20    | 4     |
| Total           | Total | 20        | 4         | 0              | 0              | 20    | 4     |